# Частицы Януса
Частицы Януса (англ. Janus particles), также янус-частицы, частицы-янусы, «двуликие» частицы — разновидность полифункциональных микро- или наноразмерных частиц, состоящих из двух и более частей разного химического состава и/или формы, с отличающимися свойствами поверхности и/или объёма.

## Описание
Частицы, обладающие различными свойствами составляющих их частей, получили своё название по имени двуликого римского бога Януса. В общем случае термин «янус» используется для описания составных частиц, части которых различаются химической природой и/или полярностью. В течение последних 20 лет термин «янус» также использовался при описании асимметричных дендримерных макромолекул и мономолекулярных мицелл в растворах. При этом основное внимание уделялось твердым и устойчивым структурам-янусам, то есть частицам сложного строения, асимметрия которых обусловлена различием поверхностных химических групп. Необходимо отметить, что, в отличие от частиц ядро-оболочка, где с внешней средой ядро не контактирует, все составные части частицы Януса контактируют с внешней средой.
В последние годы все более активно изучаются бифункциональные частицы, в которых асимметрия определяется не только химическим составом половинок, но и их формой. Все эти частицы образуют большое семейство асимметричных или анизотропных частиц, к которым относятся, например, частицы в форме гантели, снеговика, желудя, а также частицы, одна из полусфер которой напоминает малину.
В общем случае, бифункциональные (и подобные им) частицы получают путём асимметризации исходных симметричных частиц, то есть путём проведения определенных химических или физико-химических процессов, позволяющих изменить симметрию элементов частиц-прекурсоров. Такие подходы могут быть разделены на 4 группы:
- Топоселективная модификация поверхности (присоединение функциональных химических групп строго к определенным участкам поверхности);
- Самосборка с использованием темплатов;
- Управляемое разделение фаз;
- Контролируемое поверхностное зародышеобразование.

Амфифильные частицы-янусы, образованные гидрофильной и гидрофобной полусферами, могут быть полезны для стабилизации эмульсий типа «вода в масле» и «масло в воде». Было показано, что частицы с промежуточной гидрофобностью являются наиболее эффективными стабилизаторами капель масла и воды субмикронного диаметра, причём такие эмульсии устойчивы в течение нескольких лет.
Если на поверхности частиц-янусов присутствуют химические группы, позволяющие локализовать отрицательные заряды на одной полусфере и положительные на другой, то в таких частицах наблюдается гигантский дипольный момент, вследствие чего частицы могут поворачиваться в зависимости от полярности электрического поля, и становится возможным дистанционное управление ими.
Если описанные биполярные частицы являются также и бихромными (двухцветными), они могут найти применение в электронных дисплеях, в частности, при создании электронной бумаги. Частицы-янусы также могут найти применение для доставки лекарств, в катализе, при создании чувствительных элементов и т. д.